# Fàbrica Cosme Toda
La Fàbrica Cosme Toda és un edifici industrial de l'Hospitalet de Llobregat (Barcelonès) catalogat com a bé cultural d'interès local. És de les poques que es conserven actualment, gràcies al fet que ha estat capaç d'adaptar-se a les noves necessitats.

## Descripció
És una gran nau longitudinal, de planta baixa i tres pisos, coberta amb teulada a dues vessants i travessada per tres mòduls als extrems i al mig, perpendiculars, de planta baixa i quatre pisos, i coberts amb teulada a quatre vessants, amb florons en tres punts i òculs a la part superior simulant golfes. Les finestres, totes rectangulars, segueixen un ritme regular. Per les formes són cúbiques, les motllures, cornises i volums, preconitza ja el posterior racionalisme de l'autor.
La casa del director (adossada a la veïna de la fàbrica Can Llopis) és un edifici de planta baixa i pis, fet amb maó vist, que combina els de tonalitat rogenca amb altres de més clars amb filades verticals sobresortints i relleus romboidals.

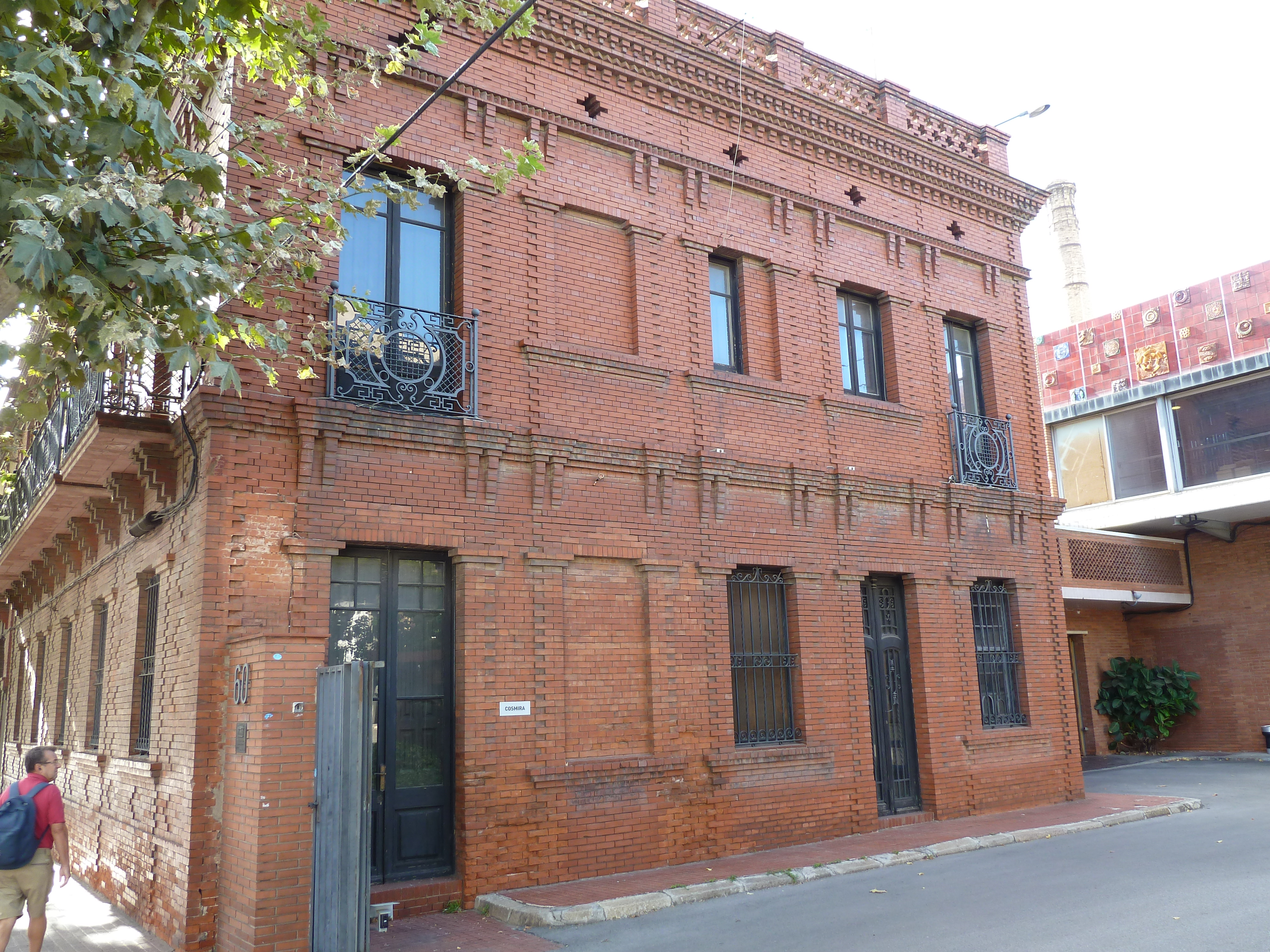
Casa del director

## Història
La fàbrica Cosme Toda és una de les que es crearen a l'Hospitalet al moment de la gran puixança de la indústria ceràmica. El primer edifici va ser projectat el 1883 pel mestre d'obres Marià Tomàs i Barba. El 1923, l'arquitecte municipal Antoni Puig i Gairalt se'n va encarregar de l'ampliació, i el 1925 s'hi va afegir un cobert, tres forns i una xemeneia, a càrrec de Lluís Colomer i Ballot.
El 1937, junt amb la seva veïna, la Ceràmica Llopis, va ser col·lectivitzada i utilitzada com a fàbrica de material de guerra. L'any següent, una explosió provocà un incendi que destruí pràcticament la Ceràmica Llopis però no la Cosme Toda.